# Horst Haase
Horst Haase (ur. 26 października 1933 w Królewcu, zm. 19 czerwca 2019) – niemiecki polityk i prawnik, parlamentarzysta krajowy i europejski.

## Życiorys
Po ukończeniu gimnazjum od 1950 pracował na stanowisku technicznym w fabryce zabawek w Norymberdze. W 1953 zdał maturę, następnie studiował socjologię i prawo na Uniwersytecie Fryderyka i Aleksandra w Erlangen oraz Uniwersytecie Ludwika i Maksymiliana w Monachium. Zdał państwowe egzaminy prawnicze, po których rozpoczął prowadzenie kancelarii adwokackiej w Fürth. Później pracował także m.in. w przedsiębiorstwie telewizji kablowej.
Wstąpił do Socjaldemokratycznej Partii Niemiec, był m.in. szefem młodzieżówki Jusos w Fürth. Od 1962 do 1972 zasiadał w landtagu Bawarii. Pomiędzy 1972 a 1987 pozostawał deputowanym Bundestagu, był także oddelegowany do Parlamentu Europejskiego (1977–1979) oraz Zgromadzenia Parlamentarnego Rady Europy (1975–1977, 1983–1987).

## Odznaczenia
Odznaczony Krzyżem Zasługi na Wstędze Orderu Zasługi Republiki Federalnej Niemiec (1989) oraz Bawarskim Orderem Zasługi (1975).